# Вівсянка сибірська

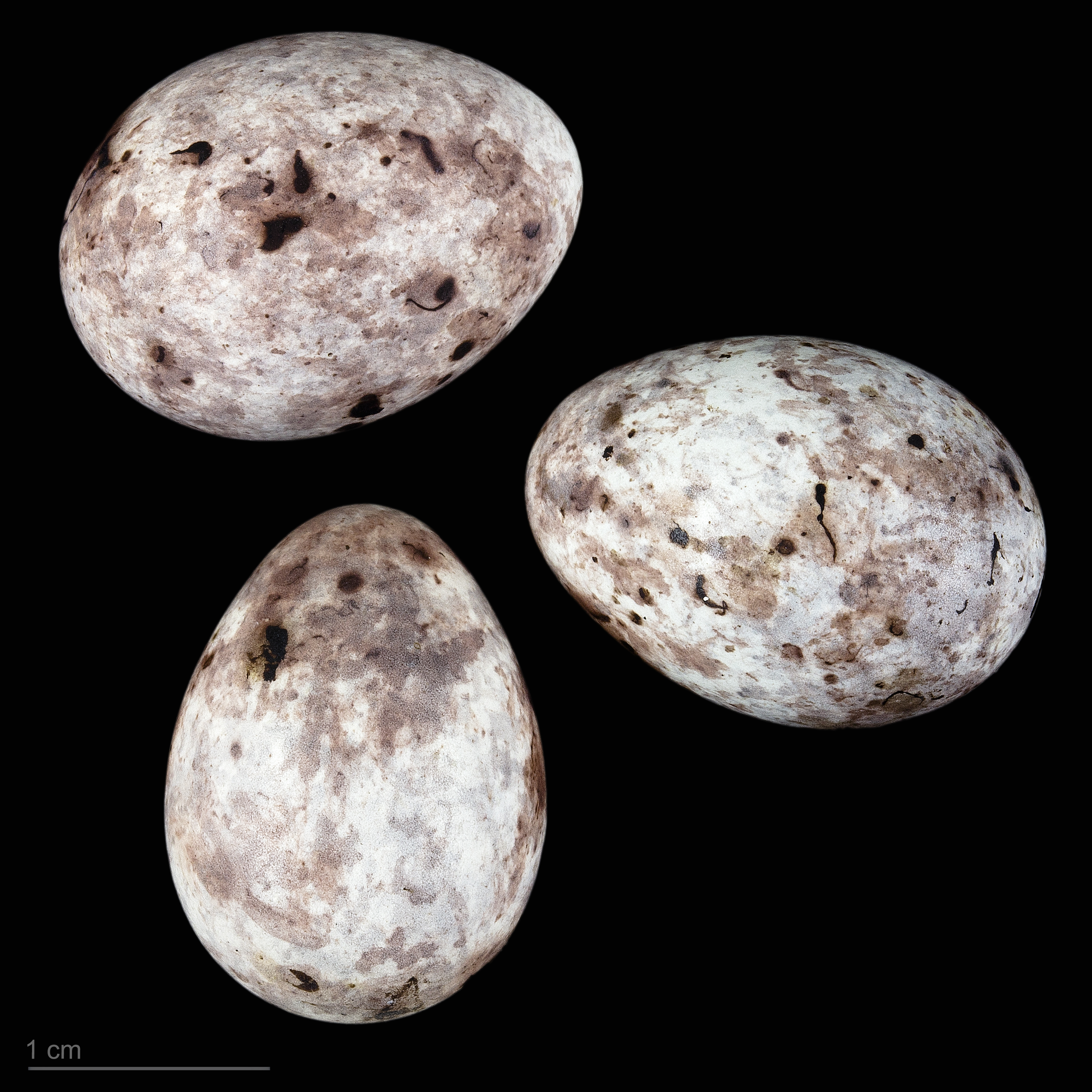
яйце Emberiza spodocephala personata - Тулузький музей

Вівсянка сибірська (Emberiza spodocephala) — вид горобцеподібних птахів родини вівсянкових (Emberizidae).

## Поширення
Вівсянка сибірська трапляється від центрального Сибіру (по лінії Новокузнецьк-Красноярськ) на схід до південного узбережжя Охотського моря, острова Сахалін та узбережжя Японського моря, на південь до Саян, Алтаю, Північної Монголії (гори Хентей), Забайкалля, північного, східного та центрального Китаю (Хейлунцзян), південно-східної частини Росії (Уссурійський край) та Північної Кореї. На зимівлю мігрує у центральний Непал на схід до північно-східної Індії, на північ М'янми, на південь та схід Китаю та у Тайвань.

## Опис
Дрібний птах завдовжки 16 см. Самець має темно-сіру голову з сумішшю жовто-зеленого та чорного між дзьобом та оком. Верхня частина коричнева з чорними прожилками. Круп бурий, а хвіст темно-коричневий. Нижні частини жовтувато-білі з дрібними темно-коричневими бічними прожилками. Товстий дзьоб рожевого кольору. Самиці і молоді птахи мають блідіший малюнок голови, з оливково-сірими щоками і слабким кремово-білим наддзьобом. Нижні частини кремово-жовтого кольору з прожилками темно-коричневого кольору.

## Спосіб життя
Розмножується в густому підліску вздовж струмків і річок в тайговій зоні. Відкладає від трьох до п'яти яєць у гнізді на дереві чи кущі. Раціон складається з насіння, але пташенят годує комахами.